# Марко Розе
Марко Розе (нім. Marco Rose, нар. 11 вересня 1976, Лейпциг) — німецький футболіст, що грав на позиції захисника. По завершенні ігрової кар'єри — тренер. З 2022 по 2025 роки очолював тренерський штаб команди «РБ Лейпциг».

## Ігрова кар'єра
Народився 11 вересня 1976 року в місті Лейпциг. Розпочав займатись футболом в клубі «Ротатіон» з рідного міста, а 1987 року перейшов до «Локомотива» (Лейпциг). Після об'єднання Німеччини на базі цього клубу був відновлений «Лейпциг», в академії якого і продовжив навчання Розе.

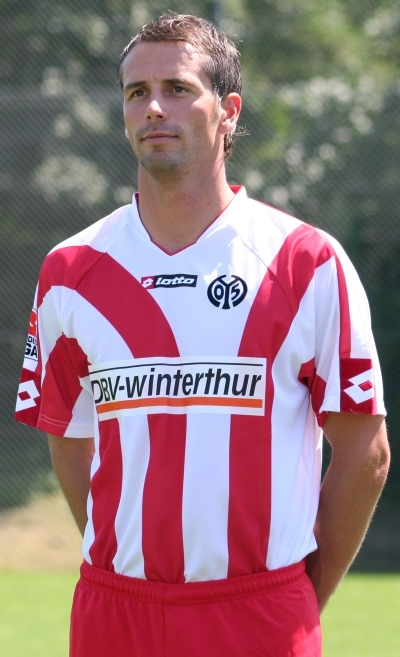
Марко Розе під час виступів за «Майнц 05». 2006 рік.

У дорослому футболі дебютував 1995 року виступами за команду «Лейпциг», в якій провів п'ять сезонів, взявши участь у 57 матчах чемпіонату. Перші три сезони команда грала у Другій Бундеслізі, а 1998 року вилетіла до Регіоналліги. Після того, як 200 року команда знову понизилась у класі, цього разу до Оберліги, Розе покинув клуб і у 2000—2002 роках грав у Другій Бундеслізі за «Ганновер 96».
2002 року перейшов до клубу «Майнц 05», за який відіграв 8 сезонів. У сезоні 2003/04 він вийшов з командою до Бундесліги, де і дебютував 8 серпня 2004 року грі проти «Штутгарта» (2:4). 2 жовтня 2004 року у поєдинку з «Фрайбургом» (2:1) Розе забив перший гол у Бундеслізі. У сезоні 2006/2007 він зайняв 16-те місце в лізі з командою і вилетів назад у Другу Бундеслігу. У сезоні 2008/09 Роуз знову вийшов з «Майнцом» в Бундеслігу. Завершив професійну кар'єру футболіста виступами за команду «Майнц» у 2010 році, але грав до літа 2011 року за другу команду Майнца в Регіоналлізі, де продовжував виходити на поле і став асистентом головного тренера. Загалом за «Майнц 05» він провів в цілому 199 офіційних матчів (перша і друга команда) і забив сім голів, три з них у Бундеслізі.

## Кар'єра тренера
У червні 2012 року Розе став головним тренером «Локомотива» (Лейпциг). За підсумками сезону 2012/13 він врятував команду від вильоту з регіональної ліги і покинув команду.
У липні 2013 року Розе перейшов у зальцбурзький «Ред Булл», де в майбутні роки був головним тренером юнацьких команд до 16, 18 і 19 років. З командою до 19 років у квітні 2017 року він виграв Юнацьку лігу УЄФА 2016/17. У 2015 році закінчив тренерські курси в Академії Геннеса Вайсвайлера під керівництвом Франка Вормута і отримав ліцензію Про УЄФА.
У червні 2017 року Розе став головним тренером першої команди «Ред Булла». У першому ж сезоні Розе привів команду до перемоги в чемпіонаті, вивів її у фінал кубка країни і півфінал Ліги Європи. У травні 2018 року «Ред Булл» продовжив з ним контракт до 2020 року. У своєму другому сезоні з «Ред Булл» Розе виграв перші 10 ігор у лізі і тим самим встановив новий рекорд старту Бундесліги. Зрештою, титул був захищений, в результаті чого клуб вперше потрапив напряму до групового етапу Ліги чемпіонів, після того, як не пройшов кваліфікацію до цього змагання одинадцять разів поспіль. У травні 2019 року Розе та команда також виграли Кубок Австрії, здолавши у фіналі столичний «Рапід» (2:0). Загалом за два сезони Марко як головний тренер не програв жодної домашньої гри з командою.
10 квітня 2019 року було оголошено, що з початку сезону 2019/20 Марко Розе стане головним тренером менхенгладбахської «Боруссії», яка виступала в Бундеслізі. Разом з ним в «Боруссію» вирушили помічники Александер Ціклер, Рене Маріч і Патрік Айбенбергер. У першому ж сезоні Бундесліги Розе посів з командою високе четверте місце і таким чином вийшов з командою напряму до групового етапу Ліги чемпіонів УЄФА.

## Титули і досягнення
- Переможець Юнацької ліги УЄФА (1):

«Ред Булл»: 2016–17
- Чемпіон Австрії (2):

«Ред Булл»: 2017–18, 2018–19
- Володар Кубка Австрії (1):

«Ред Булл»: 2018–19
- Володар Кубка Німеччини (1):

«РБ Лейпциг»: 2022–23
- Володар Суперкубка Німеччини (1):

«РБ Лейпциг»: 2023

## Особисте життя
Онук колишнього гравця збірної Німеччини Вальтера Розе. Був у стосунках з гандболісткою Ніколою Піцш (нім. Nikola Pietzsch), від якої має дочку. Є набожним християнином